# Jostberg
Jostberg ist eine Ortschaft in der Gemeinde Wipperfürth im Oberbergischen Kreis im Regierungsbezirk Köln in Nordrhein-Westfalen (Deutschland).

## Lage und Beschreibung
Der Ort liegt im Westen der Stadt Wipperfürth im Tal des Flusses Wupper. Der in den Grünenbaumer Bach mündende Jostberger Bach entspringt am westlichen Ortsrand. Nachbarorte sind Hämmern, Grünenbaum, Kleppersfeld und Grunewald.
Politisch wird Jostberg durch den Direktkandidaten des Wahlbezirks 17.1 (171) Hämmern im Rat der Stadt Wipperfürth vertreten.

## Geschichte
Die Karte Topographia Ducatus Montani aus dem Jahre 1715 zeigt drei Höfe und benennt den Ort mit „Gosberg“. Die Topographische Aufnahme der Rheinlande von 1825 zeigt auf umgrenztem Hofraum acht Grundrisse und trägt die Ortsbezeichnung „Gosesberg“. Ab der Preußischen Uraufnahme von 1840 lautet die Ortsbezeichnung Jostberg.
1696 ließ Christian Floßbach zu Ehren der heiligen Anna eine Kapelle auf einem zum Kapellansgut Jostberg gehörenden Grundstück bauen. Die am Ende des 19. Jahrhunderts baufällig gewordene Kapelle ersetzte man 1901 durch eine neue Kirche. Bereits 1965 war auch diese Kirche durch einen modernen Kirchenbau ersetzt worden, da das alte Gebäude den Anforderungen der Zeit nicht mehr genügte.

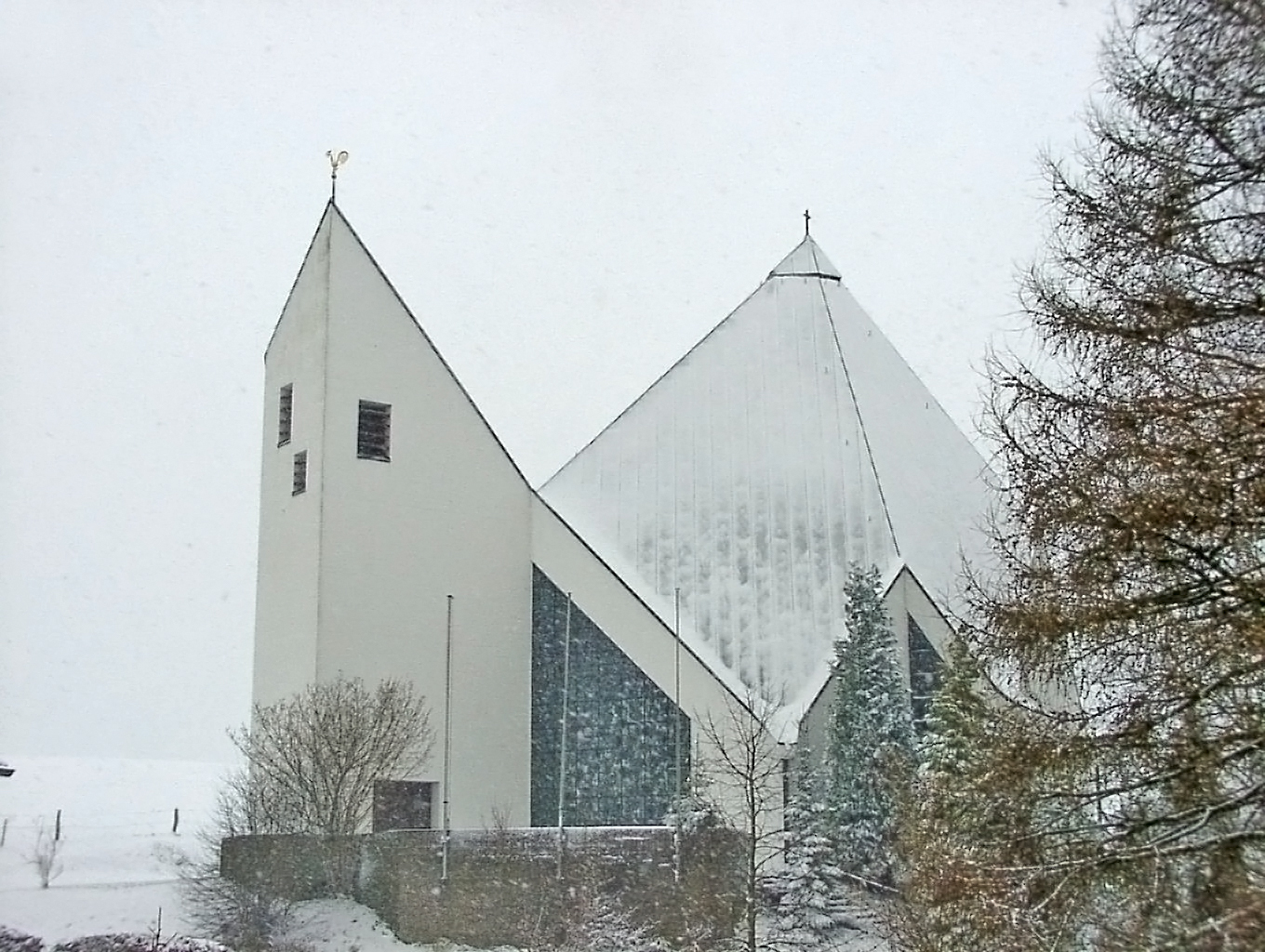
Die moderne St.-Anna-Kirche in Hämmern-Jostberg.

## Busverbindungen
Über die Haltestelle Hämmern der Linie 336 (VRS/OVAG) ist Jostberg an den öffentlichen Personennahverkehr angebunden.